# Франсіско Відаль
Франсіско Антоніно Відаль (Сан-Карлос, 14 травня 1825  — Монтевідео, 7 лютого 1889) — уругвайський політик і лікар, президент Уругваю між 1880 і 1882 рр., та між березнем і травнем 1886 року.

## Біографія
Він був сином Хоакіна Сільви Піріс і Франциско Антоніно Відаль Госенде, політиком в перші роки конституційного життя країни.
У віці 17 років він відправився в Париж, де захистив докторську дисертацію на тему про туберкульоз.
Він був міністром уряду Венансіо Флореса в 1865 році. Під час війни потрійного союзу проти Парагваю Флорес наділив його диктаторськими повноваженнями. Потім він був депутатом 10-го Законодавчого органу, і сенатором кілька разів. Він тимчасово повернувся до Глави держави в 1870 році, замінивши Лоренцо Батльє, і двічі замість Лоренцо Латорре.
Після відставки Латорре, Відаль був обраний Президентом Республіки в 1880 році Генеральною Асамблеєю, на період до 1 березня 1883, але пішов у відставку в 1882 році. Асамблея обрала генерала Максімо Сантоса президентом строком на чотири роки.
1 березня 1886 р. він знову взяв на себе Конституційне президентство республіки на новий чотирирічний період, але знову у травні цього року подав у відставку, щоб віддати місце голові Сенату і головнокомандувачу армій Республіки генерал Максимо Сантосу. Свою кар'єру він закінчив як заступник Пайсанду.

### Кабінет міністрів
| Міністерство         | Ім'я                       | Період    |
| -------------------- | -------------------------- | --------- |
| Уряд                 | Едуардо МакАхен            | 1880–1881 |
| Уряд                 | Матео Магаріньос Сервантес | 1881      |
| Уряд                 | Едуардо МакАхен            | 1881–1882 |
| Міжнародні відносини | Хоакін Рекена й Гарсія     | 1880–1881 |
| Міжнародні відносини | Хосе Васкес Сагастуме      | 1881–1882 |
| Казначейство         | Хуан Пеньялва              | 1880      |
| Казначейство         | Хуан Ліндольфо Куестас     | 1880–1882 |
| Війна і флот         | Максімо Сантос             | 1880–1882 |